# Rhyacophila multispinomera
Rhyacophila multispinomera är en nattsländeart som beskrevs av Sun och Yang 1998. Rhyacophila multispinomera ingår i släktet Rhyacophila och familjen rovnattsländor. Inga underarter finns listade i Catalogue of Life.